# Battaglia dell'Idaspe
La battaglia dell'Idaspe fu combattuta da Alessandro Magno nel 326 a.C. contro il re indiano Poro (Paurava, Pururava o Purushottama in sanscrito) presso il fiume Idaspe (ora Jhelum), nell'odierna regione del Punjab. Il regno di Poro, che oppose una strenua resistenza all'avanzata macedone, era situato nella parte dell'antica India, corrispondente all'attuale Pakistan. Questa battaglia fu l'ultimo grande scontro combattuto da Alessandro; sebbene ne fosse uscito vittorioso, il suo esercito, esausto, si rifiutò di avanzare ulteriormente a est. Per la prima volta dalla battaglia di Gaugamela, l'armata macedone vide nuovamente l'utilizzo degli elefanti da guerra nell'esercito nemico.

## Luogo
La battaglia ebbe luogo sulla riva orientale del fiume Idaspe (oggi chiamato Jhelum), affluente del fiume Indo, nell'attuale Pakistan.

## Preludio

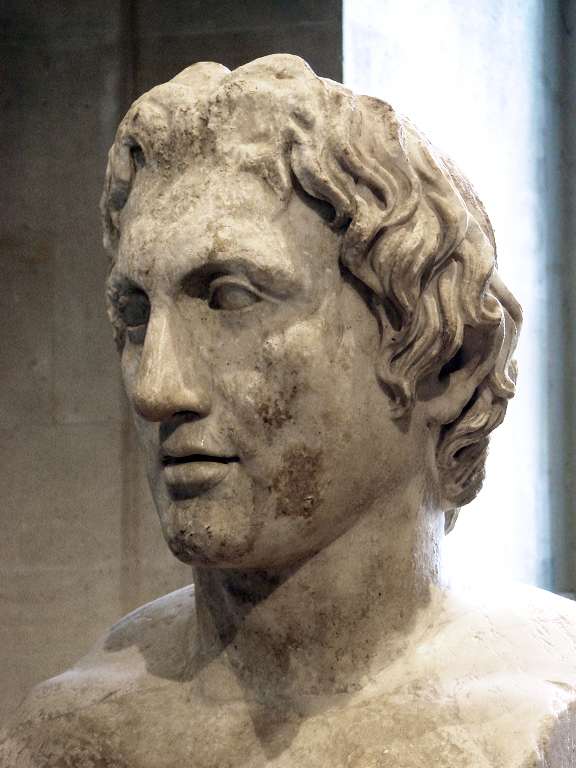
Alessandro Magno
(Lisippo)

Dopo aver sconfitto l'Impero Persiano nel 328 a.C., Alessandro incominciò una nuova campagna diretta verso i regni dell'India nel 327 a.C. Le stime sulla consistenza dell'esercito di Alessandro variano tra i 35000 e i 120000 uomini (di cui almeno un terzo cavalieri).
Il nucleo principale dell'esercito macedone penetrò nell'odierno Pakistan attraverso il passo Khyber, mentre un distaccamento comandato dallo stesso Alessandro percorse una via più a nord, occupando la fortezza di Aorno (attuale Pir-Sar, Pakistan). Nella primavera dell'anno successivo, Alessandro riunì i propri uomini e strinse un'alleanza con Taxiles (chiamato anche Ambhi), re di Taxila. L'accordo stipulato tra i due aveva lo scopo di contrastare il re della regione vicina, Poro.

## La battaglia

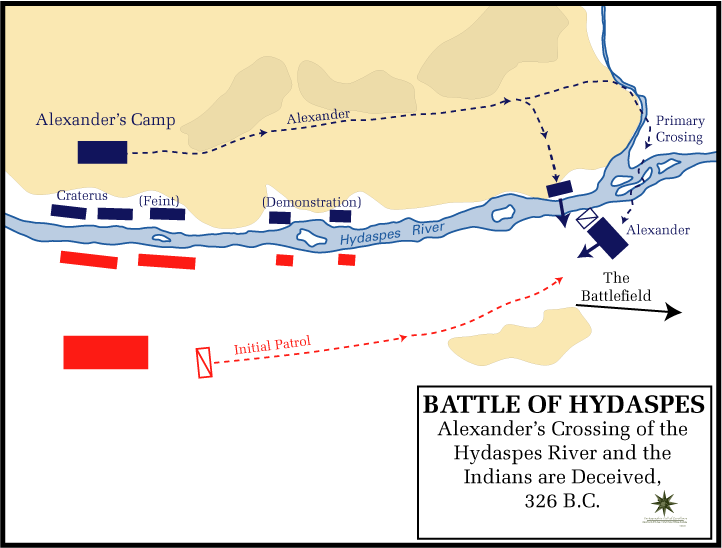
Alessandro attraversa il fiume Idaspe

Il re Poro schierò i suoi uomini sulla riva sinistra del fiume, pronto a respingere qualsiasi attraversamento nemico. L'Idaspe era abbastanza profondo e veloce da permettere ai difensori di controllare facilmente gli attaccanti. Alessandro aspettò per diversi giorni e nel frattempo mise in atto "una guerra" di informazione: fece sapere ai contadini locali che l'esercito macedone considerava l'acqua del fiume troppo alta per essere attraversata; questa notizia, come era nelle intenzioni di Alessandro, giunse alle orecchie di Poro. Una notte, avvertendo lo stato di tranquillità dei soldati avversari, Alessandro attraversò il fiume con una piccola forza, 17 miglia più a monte. Il re indiano vedendo che il grosso delle forze nemiche, sotto il comando di Cratero, gli stava ancora di fronte, non ritenne si trattasse di un attacco significativo e mandò in opposizione solamente una piccola forza di cavalleria guidata da suo figlio. Quest'ultima venne facilmente sconfitta e il figlio di Poro morì.
Quando la battaglia principale cominciò, la cavalleria di Alessandro venne posizionata sulla destra dello schieramento macedone. Il conquistatore ordinò a un gruppo di cavalieri di aggirare gli Indiani per attaccarli da dietro. Poro confidava nel suo schieramento formato dalla cavalleria posizionata su entrambi i fianchi, gli elefanti da guerra in posizione frontale e, dietro a questi, la fanteria.
Gli elefanti da guerra indiani rappresentavano una minaccia per Alessandro. La maggior parte dei successi macedoni sui campi di battaglia erano nati dall'abilità di sfondare le linee nemiche e di colpire la breccia che si veniva a creare con la cavalleria. Questa tattica venne utilizzata con efficacia devastante sia a Cheronea sia a Gaugamela. In cavalli macedoni si spaventarono quando si trovarono dinanzi queste enormi creature e Alessandro fu costretto a modificare la sua strategia.
Con la sua tipica carica di cavalleria dalla destra macedone, Alessandro colpì la parte sinistra dello schieramento nemico. Il fianco sinistro indiano si indebolì e Poro lo rinforzò con la cavalleria presente sul lato destro. In questo modo nessuno si oppose al gruppo di cavalieri macedoni che nel frattempo aveva aggirato e attaccato il nemico sul lato opposto, come era stato precedentemente ordinato da Alessandro. Così facendo il re macedone riuscì a distruggere la cavalleria indiana evitando di portare le sue unità a cavallo vicino agli elefanti da guerra nemici. Se la cavalleria indiana non fosse stata distrutta avrebbe potuto mettere in pericolo le falangi macedoni.
Solitamente i carri da guerra permettevano di trasportare sei uomini: due armati di scudo, due arcieri posizionati a entrambi i lati e due aurighi probabilmente armati (questi ultimi infatti, quando si ritrovavano in un combattimento ravvicinato, abbandonavano le redini e cominciavano a scagliare dardi sul nemico). Nella battaglia dell'Idaspe si fece un uso molto limitato di questa soluzione, in quanto una pioggia molto violenta rese il campo di battaglia inadatto all'utilizzo dei carri, i quali restavano bloccati nel terreno fangoso. Le pessime condizioni del terreno consigliarono ai macedoni di utilizzare un armamentario leggero. I primi ad attaccare furono gli Sciti e i Dai; successivamente Alessandro ordinò a Perdicca di colpire, con la cavalleria, l'ala destra nemica. La battaglia era ormai entrata nel vivo in ogni zona dello schieramento. Gli aurighi indiani decisero allora di precipitarsi con i loro carri nel bel mezzo della battaglia, pensando che questa mossa fosse la migliore per portare aiuto ai loro compagni. Questa decisione si rivelò infausta per entrambi gli schieramenti. I fanti macedoni vennero inizialmente decimati durante il primo assalto dei carri nemici. Tuttavia i mezzi lanciati su un terreno scivoloso e impraticabile, ribaltarono, facendo cadere a terra i passeggeri; pochi di loro riuscirono a sopravvivere.

Poro, vedendo i suoi carri dispersi su tutto il campo di battaglia, fece schierare gli elefanti guidati da uomini fidati e dietro questi posizionò la fanteria e gli arcieri. Un'usanza tipica dei combattenti indiani era l'utilizzo di tamburi durante gli assalti (usanza che si potrebbe paragonare all'uso delle trombe in battaglia, presente nella cultura occidentale); gli elefanti non erano spaventati dal loro fracasso, essendo abituati da tempo a questo suono familiare. Davanti allo schieramento di fanteria veniva inoltre portata una statua di Eracle: ciò era motivo di grande incitamento per i combattenti indiani e l'abbandono della stessa era considerato un disonore militare; inoltre venne sancita la pena capitale per coloro che non l'avessero riportata dal campo di battaglia (simbolo nato dal fatto che gli Indiani convertirono il timore che avevano di Eracle in un sentimento religioso di venerazione).

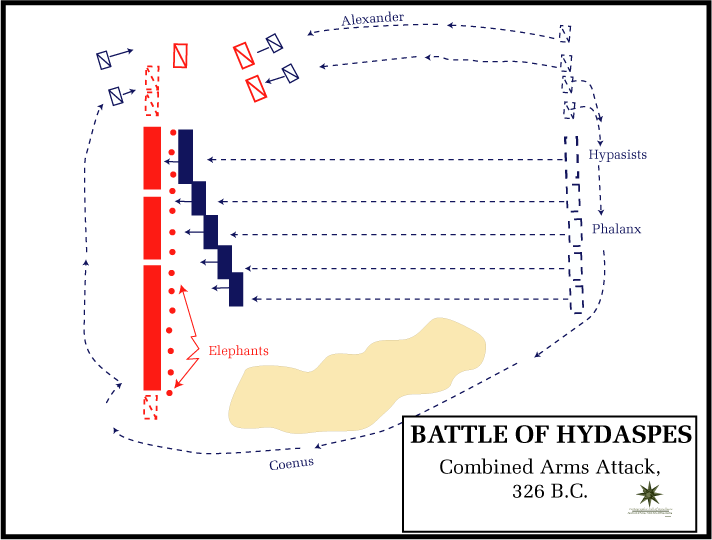
Attacco combinato di cavalleria e fanteria

Gli elefanti, schiersti sul campo di battaglia in mezzo ai soldati nemici, parvero ai Macedoni delle grandi torri. Lo stesso re indiano, di per sé molto alto, sembrava ancora più enorme in groppa al suo elefante. Alcuni resoconti riportano una frase di Alessandro che riassume perfettamente ciò che i Macedoni si trovarono di fronte: «Finalmente vedo un pericolo pari al mio coraggio: fatto contemporaneamente di animali e uomini eccezionali». 
I Macedoni condussero allora un nuovo attacco, scontrandosi violentemente con l'ala sinistra indiana. Anche la falange indirizzò un assalto nel centro dello schieramento nemico. Poro ordinò allora che gli elefanti venissero schierati nei punti in cui i Macedoni stavano conducendo il nuovo attacco. Gli enormi pachidermi colpirono la falange, provocando molte vittime (uomini schiacciati da zampe, squartati da zanne e scaraventati al suolo da proboscidi). Alla vista di quanto stava accadendo i Macedoni della falange che erano poco mobili a causa delle lunghissime lance che costituivano il loro armamento e delle linee serrate rischiavano di cedere all’urto dei nemici, quando Alessandro ordinò agli Agriani e ai Traci di attaccare gli elefanti. Costoro, molto più agili dei fanti pesanti che formavano la falange, agirono in modo efficace, a tal punto che la falange riprese fiducia e ricominciò ad attaccare il nemico.
Poro reagì, fece contrattaccare i suoi e riuscì a spingere verso il fiume la cavalleria nemica. I cavalli macedoni terrorizzati dai pachidermi indiani fuggirono, scaraventando a terra molto dei loro cavalieri. Questi ultimi, appiedati, furono preda degli arcieri che Poro aveva fatto posizionare precedentemente sugli alberi della giungla.
Alessandro, non potendo più disporre di quella che considerava la punta di diamante del suo esercito, tornò in battaglia solo con la sua guardia a cavallo. Nel frattempo Poro, sul suo elefante, fu circondato da soldati nemici e dopo averne uccisi alcuni scagliando lance, venne preso di mira da ogni parte. Il re indiano riportò nove ferite (alcune alle spalle, altre sul petto) e perse molto sangue. Il conducente del suo pachiderma si accorse che il re aveva abbandonato le armi ed a stento rimaneva cosciente. Allora spinse l'animale alla fuga ed Alessandro lo inseguì. Il re macedone attaccò l'elefante ma il suo cavallo (Bucefalo), prostrato dalle molte ferite riportate durante la battaglia, morì, deponendo il suo padrone a terra senza farlo cadere.
Alessandro per vincere la tenacia del nemico, ordinò ai suoi uomini di attaccare senza pietà Poro e tutti quelli che ancora gli resistevano. Il sovrano indiano venne nuovamente colpito e cominciò a scivolare giù dall'animale; il conducente dell'elefante, credendo che il re stesse scendendo come d'abitudine, ordinò al pachiderma di piegare le ginocchia. Questo episodio pose fine alla battaglia. Alessandro, credendo che Poro fosse morto, ordinò ai suoi uomini di spogliarne il corpo. Alcuni accorsero a togliergli la corazza e la veste ma l'elefante incominciò a proteggere il padrone e ad assalire coloro che tentavano di spogliarlo; sollevò il corpo con la proboscide e lo pose nuovamente sul suo dorso. Alessandro, commosso, risparmiò la vita a Poro e ai suoi 200 elefanti.

## Conseguenze
Re Poro fu uno tra i molti Indiani che impressionarono Alessandro, il quale a battaglia ultimata gli chiese come volesse essere trattato; «Come un re» fu la risposta. Ebbe salva la vita e gli fu permesso di proseguire il governo della regione in nome dei Macedoni. 
L'Idaspe fu il punto più lontano in cui si spinse Alessandro, nonostante avesse probabilmente intenzione di arrivare fino alla vallata del Gange; l'armata macedone giunta sul fiume Ifasi (oggi Beas), stanca sia delle lunghe piogge tropicali sia dell'idea di proseguire una lunga campagna contro i potenti indiani, fra giungle ed elefanti da guerra, si rifiutò di seguirlo oltre verso est.
Per i Macedoni lo scontro con gli elefanti da guerra non era una novità; nella Battaglia di Gaugamela del 331 a.C., contro l'esercito di Dario III, furono costretti ad affrontarne quindici. In quell'occasione i pachidermi non ebbero un grosso impatto sullo scontro, mentre nella battaglia dell'Idaspe fu la prima volta in cui i macedoni subirono una vera carica di elefanti. La lotta contro questi possenti animali ebbe un tremendo effetto psicologico sugli uomini di Alessandro, in particolare su quelli delle falangi, ma l'aver sfidato gli elefanti da guerra costituisce un'incredibile testimonianza della loro disciplina e abilità come soldati.
Alcuni storici indiani sostengono che la battaglia tra Poro e Alessandro finì con uno stallo o che il re macedone fu costretto a ritirarsi a causa delle pesanti perdite subite dalla sua armata; questa tesi deriva dal semplice fatto che Poro continuò a governare il suo regno anche dopo la battaglia e ciò dimostrerebbe che l'esercito macedone non vinse la guerra.
Alessandro riuscì a conquistare solo la parte nord-occidentale dell'India ma la sua invasione ebbe notevoli conseguenze; sopprimendo i vari signori tribali nell'Hindu-Kush e nelle regioni confinanti, spianò la strada alla creazione dell'Impero Maurya, il secondo impero a conquistare tutta l'India.
In seguito al crollo dell'impero di Alessandro, dopo la sua morte nel 323 a.C., diverse battaglie e rivolte restituirono l'indipendenza alla zona dell'Idaspe.
Come risultato di questa battaglia Alessandro fondò due città: Nicaea (odierna Mong o Mung) e Bucefala (oggi Jehlum), quest'ultima in onore del suo cavallo Bucefalo, morto durante lo scontro.